# Cabeceira Grande
Cabeceira Grande es un municipio brasileño del estado de Minas Gerais. Su población estimada en 2013 es de 6774 habitantes, según el Instituto Brasileño de Geografía y Estadística (IBGE).
Es el único municipio de Minas Gerais que tiene frontera con el Distrito Federal. Se encuentra a 630 km de la capital estatal, Belo Horizonte, y 50 km de la capital nacional, Brasilia. El municipio tiene dos distritos, la sede y el distrito de Palmital de Minas.

## Clima
Según la clasificación climática de Köppen, el municipio se encuentra en el clima tropical seco Aw.